# Układ koloidalny

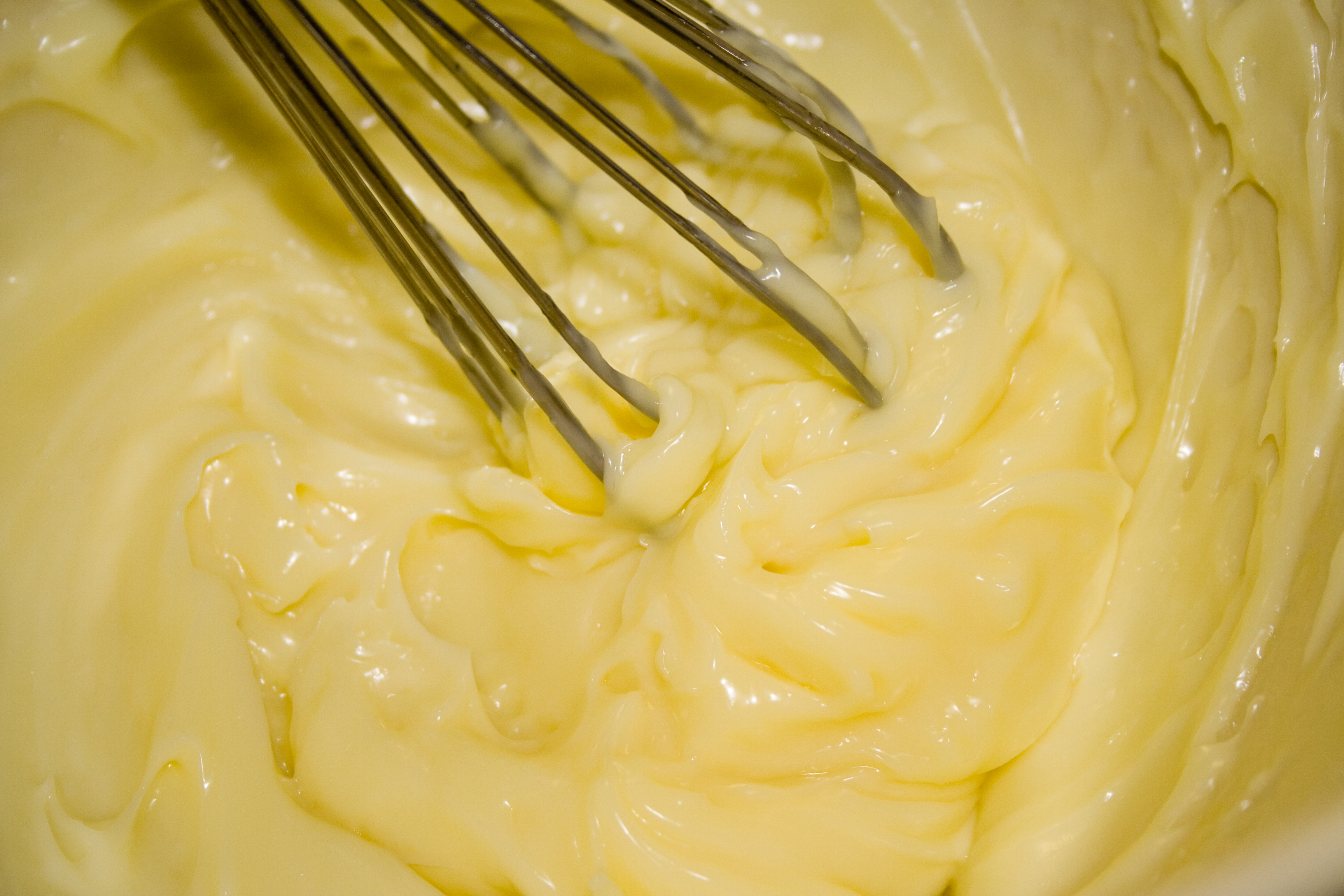
Majonez jako przykład koloidu żółtek jajka w oleju

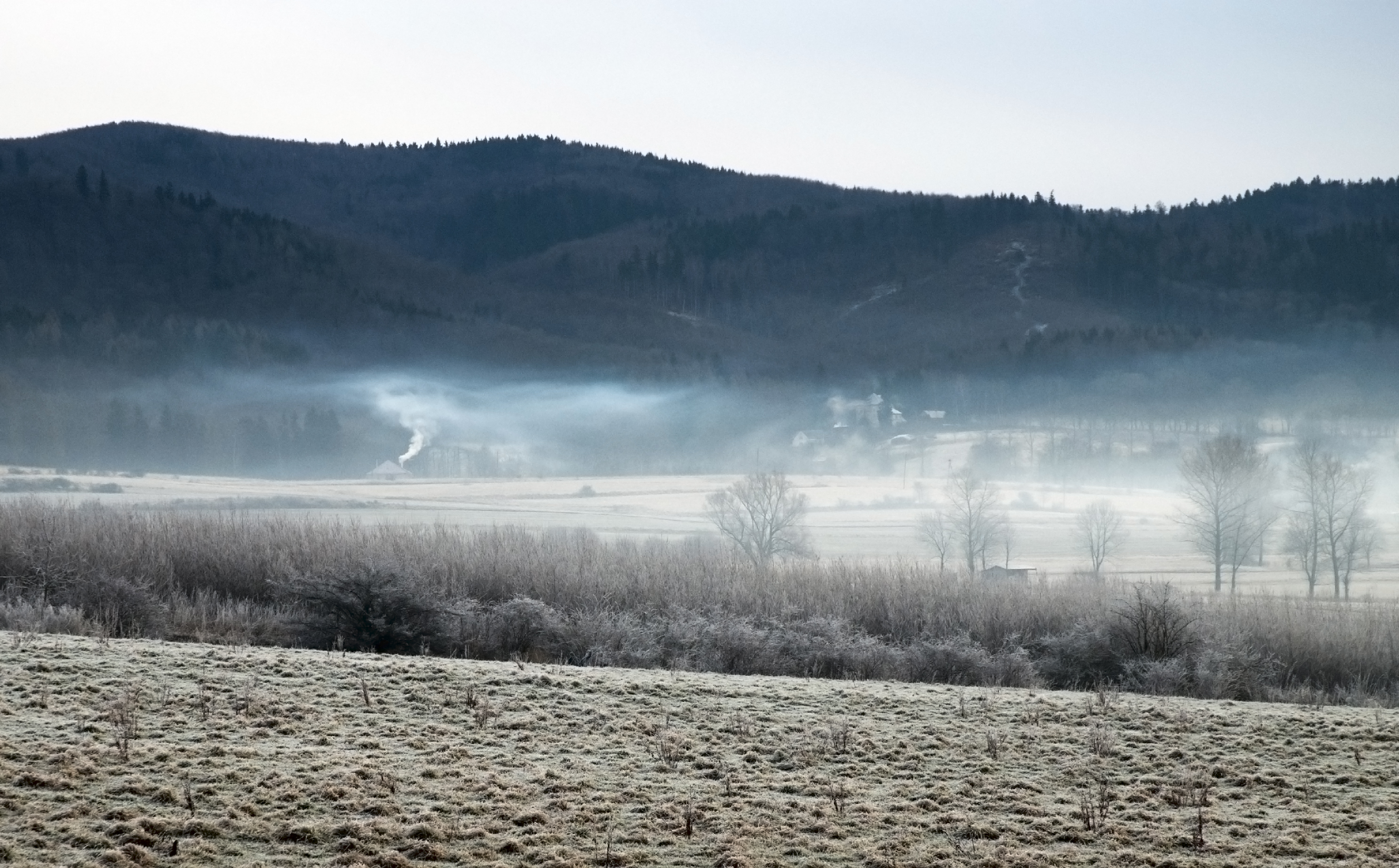
Przykład układu koloidalnego: dym we mgle

Układ koloidalny, układ koloidowy, roztwór koloidalny, zawiesina koloidalna, potocznie koloid – niejednorodna mieszanina, zwykle dwufazowa, tworząca układ dwóch substancji, w którym jedna z nich jest rozproszona w drugiej. Rozdrobnienie (czyli stopień dyspersji) substancji rozproszonej jest tak duże, że fizycznie mieszanina sprawia wrażenie homogenicznej, jednak nie jest to wymieszanie na poziomie pojedynczych cząsteczek.

## Właściwości
W koloidach stopień dyspersji wynosi od 105 do 107 cm−1 – wówczas wielkość cząstek fazy rozproszonej sprawia, że ważne są zarówno oddziaływania pomiędzy nią a fazą rozpraszającą, jak i oddziaływania wewnątrz obu faz. Według IUPAC z układem koloidalnym mamy do czynienia, gdy rozmiary cząstek fazy rozproszonej (cząsteczek chemicznych lub ich agregatów) albo rozmiary nieciągłości układu koloidalnego są, przynajmniej w jednym kierunku, w przedziale od 1 nm do 1 µm.
Typowy układ koloidalny (tak zwany koloid fazowy) składa się z dwóch faz:
- fazy ciągłej, czyli substancji rozpraszającej, zwanej też ośrodkiem dyspersyjnym lub dyspergującym
- fazy rozproszonej, czyli substancji zdyspergowanej w ośrodku dyspersyjnym i w nim nierozpuszczalnej (liofobowej, hydrofobowej).

Inny rodzaj koloidów to koloidy cząsteczkowe, gdzie fazą rozproszoną są makrocząsteczki, na przykład polimery (żelatyna, skrobia, białka) – nie występuje wówczas wyraźna granica fazowa, bo cząsteczki rozpuszczalnika mogą wnikać do wewnątrz makrocząsteczki. Większość koloidów cząsteczkowych powstaje w sposób samorzutny w wyniku rozpuszczania w rozpuszczalniku (koloidy liofilowe, hydrofilowe). Niektóre ich właściwości są inne niż właściwości koloidów fazowych.

## Rodzaje układów koloidalnych
Większość układów koloidalnych nazywana jest zolami, przy czym pojęcie zolu jest niejednoznaczne (podobnie niejednoznaczne jest pojęcie aerozolu). Układy koloidalne z fazą ciągłą w postaci gazu to gazozole, natomiast z fazą ciągłą w postaci cieczy to liozole. Ciała stałe i ciecze przenikające się wzajemnie to żele.

### Podział ze względu na fazy
| Ośrodek rozpraszający | Substancja rozpraszana | Rodzaj                                            | Przykład                                              |
| --------------------- | ---------------------- | ------------------------------------------------- | ----------------------------------------------------- |
| gaz                   | gaz                    | – *                                               | – *                                                   |
| gaz                   | ciecz                  | gazozol (aerozol) ciekły                          | mgła                                                  |
| gaz                   | ciało stałe            | gazozol (aerozol) stały                           | dym                                                   |
| ciecz                 | gaz                    | piana                                             | piana mydlana                                         |
| ciecz                 | ciecz                  | emulsja                                           | lakier do paznokci, mleko, majonez                    |
| ciecz                 | ciało stałe            | zawiesina koloidalna (roztwór koloidalny) pirozol | srebro koloidalne w wodzie złoto w stopionym boraksie |
| ciało stałe           | gaz                    | piana stała                                       | pumeks, styropian, aerożel, nanożel                   |
| ciało stałe           | ciecz                  | emulsja stała                                     | opal                                                  |
| ciało stałe           | ciało stałe            | zol stały                                         | szkło rubinowe                                        |

* Nie występują układy koloidalne, w których gaz rozproszony jest w gazie (gazy tworzą wyłącznie roztwory właściwe).

### Podział ze względu na sposób otrzymywania
Ze względu na sposób otrzymywania można wyróżnić:
- Koloidy fazowe – otrzymywane poprzez rozdrobnienie substancji
- Koloidy asocjacyjne – micele powstają samorzutnie
- Koloidy cząsteczkowe – otrzymywane poprzez rozpuszczanie makrocząsteczek.